# 内田能嗣
内田 能嗣（うちだ よしつぐ、1934年1月3日 - 2024年11月7日）は、日本の英文学者。
帝塚山学院大学名誉教授。医師内田千秋は息子。

## 来歴
1962年大阪大学文学部仏文科卒業。1971年大阪市立大学大学院文学研究科博士課程（英文学専攻）単位取得満期退学。
帝塚山学院大学助教授、教授、文学部長、副学長、2005年定年退任、名誉教授、関西外国語大学教授、2009年退職。日本ブロンテ協会顧問。
ジョージ・エリオット、ブロンテ姉妹など19世紀英国女性作家が専門。

## 著書
- 『ジョージ・エリオットの前期の小説 モラリティを求めて』（創元社） 1989.11
- 『イギリス文学史』（大阪教育図書） 1999.4

## 共編著
- 『イギリス文学 研究と鑑賞』1 - 2（岸本吉孝共編、創元社） 1979 - 1982
- 『教養のためのイギリスの文学』（杉本竜太郎共編、東海大学出版会） 1985.3
- 『イギリス文学評論』1 - 4（杉本竜太郎共編、創元社） 1986 - 1992
- 『英語・英米文学ハンドブック』（杉本竜太郎共編、創元社） 1988.6
- 『イギリス文学を読む 流れと諸相』（杉本竜太郎共編、創元社） 1994.4
- 『トマス・ハーディのふるさと』（大榎茂行共編、京都修学社） 1995.11
- 『イギリス小説入門』（創元社） 1997.10
- 『ブロンテ姉妹の時空 三大作品の再評価』（中岡洋共編、北星堂書店） 1997.12
- 『英語・英米文学の光と陰』（植苗勝弘, 山本紀美子共編、京都修学社） 1998.3
- 『ブロンテ姉妹小事典』（研究社出版） 1998.4
- 『ブロンテ文学のふるさと 写真による文学鑑賞』（中岡洋共編、大阪教育図書） 1999.7
- 『ヴィクトリア朝の小説 女性と結婚』（英宝社） 1999.9
- 『アン・ブロンテ論』（中岡洋共編、開文社出版） 1999.10
- 『ジョージ・エリオットの時空 小説の再評価』（海老根宏共編、北星堂書店） 2000.6
- 『ブロンテ姉妹を学ぶ人のために 』（中岡洋共編、世界思想社） 2005.2
- 『感動愛の物語11章 あらすじで読むイギリスの名作』（中岡洋共編、ひょうたん書房、ひょうたん新書） 2005.6
- 『ジェイン・オースティンを学ぶ人のために』（塩谷清人共編、世界思想社） 2007.9
- 『あらすじで読むジョージ・エリオットの小説』（原公章共編、大阪教育図書） 2010.2

「サイラス・マーナー」「ミドル・マーチー地方生活の研究」「フロス河の水車場」・その他
- 『ブロンテ姉妹の世界』（ミネルヴァ書房） 2010
- 『あらすじで読むジェイン・オースティンの小説』（惣谷美智子共編、大阪教育図書） 2012.7

「ノーサンガー・アベイ」「分別と多感」「高慢と偏見」「エマ」「説得」・その他

## 翻訳
- 『貴婦人の群れ』（トマス・ハーディ、上山泰共訳、千城） 1983.4
- 『現代カナダ短編小説集』第1 - 2巻（大阪教育図書） 1998
- 『トマス・ハーディ短編全集』全5巻（大榎茂行, 深澤俊, 高桑美子共監訳、大阪教育図書） 2000 - 2003
- 『ブロンテ家の人々』（ジュリエット・バーカー、中岡洋共監訳、彩流社） 2006.10
- 『居場所の定まらない女』（ジョン・ウェイン、上山泰, 國府田安奈共訳、大阪教育図書） 2006.12
- 『自分だけの空の下に』（ジョン・ウェイン、岸本吉孝, 國府田安奈共訳、大阪教育図書） 2007.10
- 『ブロンテ姉妹の作家としての生涯 シャーロットとエミリを中心に』（トム・ウィニフリス, エドワード・チタム、早瀬和栄, 宮川和子共訳、英宝社） 2009.7
- 『ジェイン・オースティンの生涯 小説家の視座から』（キャロル・シールズ、惣谷美智子共監訳、世界思想社） 2009.5